# Tormentero
Tormentero es una película dramática de 2017. Coproducida entre Colombia, México y República Dominicana, fue dirigida y escrita por Rubén Imaz y protagonizada por José Carlos Ruiz, Gabino Rodríguez y Mónica Jiménez.

## Sinopsis
Romero Kantún es un viejo pescador que descubrió hace años un yacimiento petrolero cerca de su isla. Este descubrimiento generó el rechazo de sus amigos y vecinos, quienes perdieron su trabajo en la pesca a causa de este hallazgo. Atormentado por los fantasmas de su pasado, Romero decide tratar de recuperar su dignidad, perdida años atrás por una simple mancha de aceite.

## Reparto principal
- José Carlos Ruiz es Romero Kantún.
- Gabino Rodríguez es Chacho.
- Mónica Jiménez es Yolanda.
- Waldo Facco es el empleado gubernamental.